# Sylla Sow
Sylla Sow (* 8. August 1996 in Nijmegen, Niederlande) ist ein niederländisch-senegalesischer Fußballspieler, der aktuell bei Al-Najma SC in der Saudi First Division League unter Vertrag steht.

## Karriere
Sylla Sow spielte bei Quick 1888, bevor er 2007 zum NEC Nijmegen wechselte.
Beim FC Utrecht kam Sow von 2015 bis Ende 2018 fast ausschließlich in der zweiten Mannschaft zum Einsatz, sein einziger Pflichtspieleinsatz für die erste Mannschaft datiert vom 29. April 2018, als er in der Eredivisie gegen Heracles Almelo (2:2) zu einem Kurzeinsatz kam.
In der Winterpause 2018/19 wechselte er zum RKC Waalwijk. Dort unterschrieb er einen Vertrag bis Sommer 2021. Er debütierte für Waalwijk am 13. Januar 2019 (20. Spieltag) gegen TOP Oss nach Einwechslung. Im Spiel darauf schoss er gegen die zweite Mannschaft Ajax Amsterdams bei einem 4:1-Sieg einen Doppelpack und somit seine ersten zwei Tore. Bis zum Saisonende spielte er in 14 Zweitligaspielen, wobei er vier Tore und sechs Vorlagen schaffte. Die Playoffs um den Aufstieg meisterte sein Team erfolgreich und so kam er in der folgenden Erstligasaison zu 20 Spielen und vier Toren. In seinem letzten Vertragsjahr schoss er drei Tore in 28 Erstligapartien.
Mit seinem Vertragsende verließ er den RKC. Wenige Wochen später unterschrieb er in der League One bei Sheffield Wednesday. Am 11. September 2021 (7. Spieltag) debütierte er in der dritten englischen Liga, nachdem er zuvor bereits in der EFL Trophy traf. Sein erstes Tor schoss er am 15. Januar 2022 (22. Spieltag) gegen Plymouth Argyle. In der League One kam er jedoch über die ganze Saison betrachtet nicht besonders gut zurecht und traf nur zweimal in lediglich 13 Ligaeinsätzen.
Somit wechselte er nach zwei weiteren Einsätzen zu Beginn der Spielzeit 2022/23 zurück in die Niederlande zu den Go Ahead Eagles Deventer. Im Wintertransferfenster der Saison 2023/24 erfolgte ein Wechsel zur NEC Nijmegen, wo Sylla einen Vertrag bis Saisonende mit einer vereinsseitigen Verlängerungsoption für eine weitere Saison unterzeichnete. Im Mai 2024 gab die NEC Nijmegen bekannt, dass sie keinen Gebrauch von der Verlängerungsoption Gebrauch machen werde.
Im Sommer 2024 wechselte Sylla Sow zum saudi-arabischen Zweitligisten Al-Najma SC.